# Brandjacking (mercadotecnia)
Brandjacking es el fenómeno que se da cuando un grupo de consumidores se identifican con un tipo de marca hasta el punto de llegar a considerarla propia y adueñarse de ella, añadiéndole así nuevas posibilidades no contempladas en su estrategia original, un claro ejemplo de brandjacking es, cuando nos referimos a un equipo deportivo como si fuera nuestro o fuésemos parte de él.
Está fundamentada en adaptarse a las circunstancias mediante una reconstrucción de la marca orientada de abajo arriba, potenciando la participación de los clientesotorgándoles un poder efectivo sobre el producto.
el usuario tiene una importancia capital para la configuración de la imagen de marca, es posible que dichos usuarios intervengan corrigiendo así posibles errores, siempre respetando la identidad. Son fenómenos participativos, propio de la web 2.0 que benefician, sin duda, a la marca y la dotan de credibilidad de cara al usuario y puede suceder de manera fortuita o estar provocado por la propia compañía, cuando ésta acepta que el posicionamiento planteado para su oferta pueda no ser el más apropiado o que su identidad de marca está apelando a un segmento de mercado inesperado.

## Característica
- Fuerte sentido de pertenencia por parte del usuario
- Puede ser positiva o negativa
- Dotan a la marca de credibilidad si es bien usada